# Alternativni metal
Alternativni metal je podvrsta heavy metala koji je stekao popularnost ranih 1990-ih.
Alterntivni metal karakterizirajue teški i eksperimentalni gitarski rifovi, nekonveniconalni tekstovi pjesama, neuobičajene tehnike sviranja, te otpor konvencionalnom pristupu heavy metalu.
Obično se njime vrlo labavo kategoriziraju sastavi, uglavnom oni za koje se smatra da imaju "alternativni" pristup heavy metalu.
Neki od poznatih predstavnika danas su sastavi Rage Against the Machine, Tool, Korn, System of a Down, Deftones, Faith No More, Linkin Park, Primus, Helmet i drugi.